# San Manuel (Tarlac)
San Manuel ist eine philippinische Stadtgemeinde in der Provinz Tarlac. Sie hat 25.504 Einwohner (Zensus 1. August 2015).

## Baranggays
San Manuel ist administrativ in 15 Baranggays unterteilt.
| - Colubot - Lanat - Legaspi - Mangandingay - Matarannoc | - Pacpaco - Poblacion - Salcedo - San Agustin - San Felipe | - San Jacinto - San Miguel - San Narciso - San Vicente - Santa Maria |